# Алекс Скотт (футболіст, 2003)
Алекс Джей Скотт (англ. Alex Jay Scott; нар. 21 серпня 2003, Гернсі) — англійський футболіст, правий півзахисник клубу «Борнмут» і молодіжної збірної Англії.

## Клубна кар'єра
Тренувався у молодіжних командах «Саутгемптона» та «Борнмута». У віці 16 років став гравцем клубу «Гернсі» з Істмійської ліги. 31 серпня 2019 року дебютував за «Гернсі» у матчі проти «Фенікс Спортс», ставши наймолодшим гравцем в історії «Гернсі». Усього провів за «Гернсі» 15 матчів у сезоні 2019/20.
У грудні 2019 року підписав попередній контракт із клубом Чемпіоншипу «Бристоль Сіті», де став виступати в молодіжній команді. У березні 2021 року підписав із клубом професійний контракт. 25 квітня 2021 року Скотт дебютував в основному складі «Бристоль Сіті» у матчі Чемпіоншипу проти «Лутон Тауна» (2:3).

## Кар'єра у збірній
29 березня 2021 року Скотт провів свій єдиний матч за юнацьку збірну Англії до 18 років у грі проти однолітків з Уельсу (2:0).
2 вересня 2021 року дебютував за збірну Англії до 19 років у матчі проти однолітків з Італії (2:0). 17 червня 2022 року був включений в заявку збірної на майбутній юнацький чемпіонат Європи 2022 року в Словаччині, де зіграв в усіх 5 матчах, забив гол у півфіналі проти Італії і допоміг своїй команді стати чемпіоном Європи.

## Досягнення
- Переможець юнацького чемпіонату Європи до 19 років: 2022
- Чемпіон Європи серед молодіжних команд: 2025